# Eugenia stereophylla
Eugenia stereophylla är en myrtenväxtart som beskrevs av Ignatz Urban. Eugenia stereophylla ingår i släktet Eugenia och familjen myrtenväxter. Inga underarter finns listade i Catalogue of Life.